# Polygonum subsagittatum
Polygonum subsagittatum är en slideväxtart som först beskrevs av De Wild., och fick sitt nu gällande namn av Mungo Park. Polygonum subsagittatum ingår i släktet trampörter, och familjen slideväxter. Inga underarter finns listade i Catalogue of Life.